# Міддлбері (переписна місцевість, Вермонт)
Міддлбері (англ. Middlebury) — переписна місцевість (CDP) в США, в окрузі Еддісон штату Вермонт. Населення — 7304 особи (2020).

## Географія
Міддлбері розташоване за координатами 44°0′28″ пн. ш. 73°9′27″ зх. д. / 44.00778° пн. ш. 73.15750° зх. д. (44.007904, -73.157609).  За даними Бюро перепису населення США в 2010 році переписна місцевість мала площу 36,51 км², з яких 36,03 км² — суходіл та 0,48 км² — водойми.

## Демографія
Згідно з переписом 2010 року, у переписній місцевості мешкало 6588 осіб у 2007 домогосподарствах у складі 1011 родини. Густота населення становила 180 осіб/км².  Було 2227 помешкань (61/км²).
Расовий склад населення:
| - 88,4 % — білих - 5,2 % — азіатів - 1,7 % — чорних або афроамериканців - 0,2 % — корінних американців |

До двох чи більше рас належало 3,6 %. Частка іспаномовних становила 3,6 % від усіх жителів.
За віковим діапазоном населення розподілялося таким чином: 12,0 % — особи молодші 18 років, 74,0 % — особи у віці 18—64 років, 14,0 % — особи у віці 65 років та старші. Медіана віку мешканця становила 22,9 року. На 100 осіб жіночої статі у переписній місцевості припадало 90,2 чоловіків;  на 100 жінок у віці від 18 років та старших — 87,2 чоловіків також старших 18 років.
Середній дохід на одне домашнє господарство  становив 66 774 долари США (медіана — 49 414), а середній дохід на одну сім'ю — 90 973 долари (медіана — 76 364). Медіана доходів становила 60 134 долари для чоловіків та 36 167 доларів для жінок. За межею бідності перебувало 12,8 % осіб, у тому числі 16,3 % дітей у віці до 18 років та 9,2 % осіб у віці 65 років та старших.
Цивільне працевлаштоване населення становило 2798 осіб. Основні галузі зайнятості: освіта, охорона здоров'я та соціальна допомога — 47,8 %, мистецтво, розваги та відпочинок — 13,4 %, виробництво — 8,5 %, науковці, спеціалісти, менеджери — 7,0 %.